# ホノケ山
ホノケ山（ホノケやま）は、福井県南条郡南越前町にある山。北と南にピークをもつ双耳峰であり、北峰が少し高く二等三角点（基準点名：戸谷）が設置されている。山名は、狼煙台があったことに由来する。

## 概要
ホノケ山には、越前府中（現在の武生）や京都に危急を連絡する狼煙台があったと伝えられ、「火の気」が転じ「ホノケ」となったという。またカタカナ名であるのは、陸地測量部による地図作成当時、地元案内人に山名を尋ねたところ、その者が文字を読めなかったため確認ができず、やむなくカタカナで記載したという。幕末には、外国船の監視のため、見張り台が置かれたともいう。
ホノケ山の北側には古くからの峠道である菅谷峠（すげんたん とうげ）があり、北前船の寄港地の河野村と越前府中を結ぶ交通路のひとつであった。若狭脇往来、古北陸道、塩の道とも言われ、古い歴史を持つとされるが、確かな記録がなく「まぼろしの北陸道」と呼ばれている。
菅谷峠は1993年4月に一般県道河野南条線が国道305号へ昇格編入されたものの車両の通行ができなかったが、20年後の2013年11月には国道305号のホノケ山トンネルが開通し点線国道が解消、海側の国道8号と山側の国道365号が東西に結ばれ、河野地区と今庄・南条地区とのアクセスが大きく向上した。県内の一般道トンネルとしては最長の2709mである。その後2020年3月に敦賀半島トンネルが完成したため二番目に長さとなってしまった。

## 登山
登山道はいずれも菅谷峠を経由するコースとなっており、登山口は東側の菅谷に1箇所、西側の奥野々と瓜生野にそれぞれ1箇所ある。樹齢300年と言われるブナ林の尾根上は切通しの峠道であり、深さが6mに達する箇所もあり、古くからの往来により深く掘り込まれたという。
- 菅谷 登山口 － (1時間10分) － 菅谷峠 － (40分) － 山頂
- 奥野々 第2登山口 － (1時間10分) － 菅谷峠 －（40分）－ 山頂
- 瓜生野 登山口 －（50分）－ 奥野々コースと合流

山頂からは、南条・武生の平野部や敦賀湾が眼下に見え、天気に恵まれれば白山連峰や丹後半島も望むことができる。

## 自然

### 地質
主に珪質のチャートで形成されており、その上を粘板岩や砂岩が覆っている。これらの岩石は砥石になるため、古くから採取されてきたという。

### 植生
多雪地帯の特徴を示し、クリ、コナラ、ミズナラ、ブナ林に、ナツツバキ、エゾユズリハ、ユキバタツバキ、ハウチワカエデ、オオバクロモジ、マルバマンサク、タムシバ、ユキグニミツバツツジが占める。

## 旧跡
- 菅谷峠の北側に「佐々生（佐々布）光林坊（さそう こうりんぼう）墓跡」がある[9]。光林坊は戦国大名の朝倉氏の家臣で、日野山の麓の平吹城（現在の掟光寺）に居住したが、1574年（天正2年）一向一揆による攻撃を受けて敦賀に逃れる途中に、菅谷峠で自害したと伝わっている[10]。2006年に金沢の郷土史家の研究により、金沢市野田山に墓地が発見され、その墓碑銘から加賀前田家御用薬商「香林坊家」が、さきの光林坊の子孫であることが判明、金沢の中心街「香林坊」の名前の由来ともなっている[10]。
- 菅谷登山口から峠までには炭焼き窯の石組みの跡が点在している[9]。
- 山頂付近には越前打刃物に使用した炭を焼いた床場跡も見られる[6]。